# Phát quang sinh học

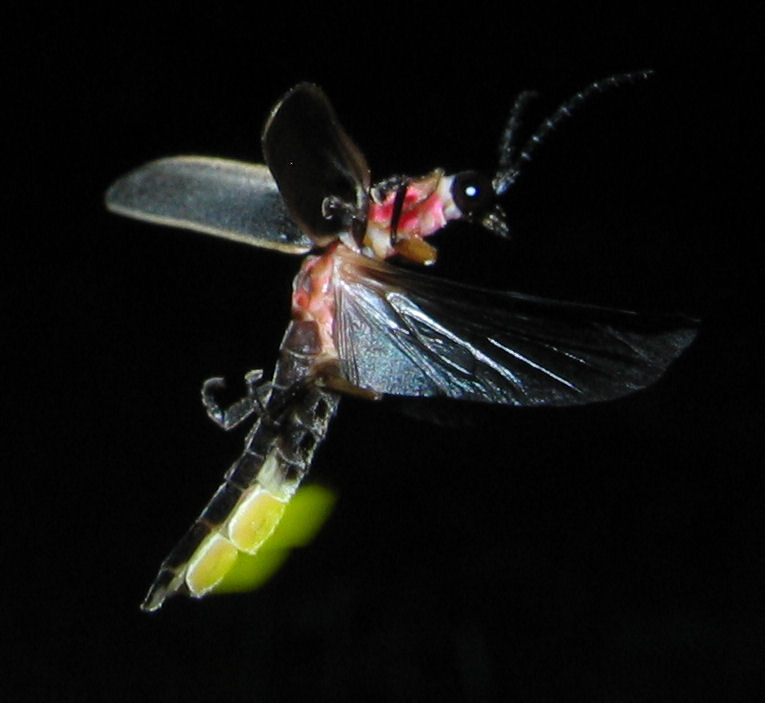
Con đom đóm, Photinus pyralis, đang bay và phát sáng

Phát quang sinh học là sự tạo và phát xạ ánh sáng bởi một sinh vật sống. Đây là một dạng ánh sáng hóa học. Phát quang sinh học xảy ra rộng rãi ở động vật có xương sống và động vật không xương sống biển, cũng như trong một số loại nấm, vi sinh vật bao gồm một số vi khuẩn phát quang sinh học và động vật không xương sống trên mặt đất như đom đóm. Ở một số loài động vật, ánh sáng có được là do vi khuẩn, được sinh ra bởi các sinh vật cộng sinh như vi khuẩn Vibrio; ở những loài khác, nó là tự sinh, được sản xuất từ chính động vật đó.
Nói chung, phản ứng hóa học chủ yếu trong phát quang sinh học liên quan đến một số phân tử phát quang và một enzyme, thường được gọi tương ứng là luciferin và luciferase. Vì đây là những tên gọi chung, các luciferin và luciferase thường được phân biệt bằng cách thêm các loài hoặc nhóm, ví dụ như là luciferin Đom đóm. Trong tất cả các trường hợp đặc trưng, enzyme này xúc tác quá trình oxy hóa của luciferin.
Ở một số loài, luciferase đòi hỏi các cofactor khác như ion calci hoặc magiê, và đôi khi cũng là phân tử mang năng lượng như adenosine triphosphate (ATP). Trong quá trình tiến hóa, luciferin thay đổi rất ít: một trường hợp đặc biệt, coelenterazine, được tìm thấy ở mười một động vật khác nhau (ngành), dù trong số này, các động vật có được chất này thông qua chế độ ăn uống của chúng. Ngược lại, luciferase lại rất khác nhau giữa các loài khác nhau, và do đó phát quang sinh học đã phát sinh hơn bốn mươi lần trong lịch sử tiến hóa.
Cả Aristotle và Pliny Trưởng lão đều đề cập rằng gỗ ẩm ướt đôi khi tạo ra ánh sáng và nhiều thế kỷ sau thì Robert Boyle đã chỉ ra rằng oxy tham gia vào quá trình này, cả trong gỗ và trong giun phát sáng. Mãi cho đến cuối thế kỷ XIX, phát quang sinh học mới được nghiên cứu kỹ lưỡng. Hiện tượng này được phân bố rộng rãi giữa các nhóm động vật, đặc biệt là trong môi trường biển, nơi các trùng hai roi gây ra sự phát quang trong các lớp bề mặt của nước. Trên đất liền thì hiện tượng này xuất hiện ở nấm, vi khuẩn và một số nhóm động vật không xương sống, kể cả côn trùng.
Tác dụng phát quang sinh học của động vật có thể kể đến như ngụy trang đối quang, bắt chước các động vật khác, ví dụ như để thu hút con mồi, và báo hiệu cho các cá thể khác cùng loài, chẳng hạn như để thu hút bạn tình. Trong phòng thí nghiệm, các hệ thống dựa trên luciferase được sử dụng trong kỹ thuật di truyền và nghiên cứu y sinh học. Các nhà nghiên cứu khác đang nghiên cứu khả năng sử dụng các hệ thống phát quang sinh học cho chiếu sáng đường phố và trang trí, và một nhà máy phát quang sinh học cũng đã được xây dựng.

## Ứng dụng trong tự nhiên
Phát quang sinh học có các chức năng khác nhau trong ở các loài (hoặc ngành, bộ) khác nhau. Haddock và cộng sự (2010) đã xác định và liệt kê nhiều chức năng ở các sinh vật biển như sau: chức năng tự vệ gồm làm giật mình, ngụy trang đối quang, đánh lạc hướng (làm mờ tầm nhìn), tách rời bộ phận cơ thể để đánh lạc hướng, chỉ điểm "con mồi" (làm vật ăn thịt dễ phát hiện hơn với loài ăn thịt chúng), và cảnh báo để ngăn cản loài định cư; chức năng tấn công thì có thể kể đến lùa, choáng hoặc làm "rối trí" con mồi, chiếu sáng con mồi, và thu hút sự chú ý/nhận diện. Phát hiện ra rằng một loài có khả năng tạo ra ánh sáng thì dễ hơn là phân tích các cơ chế hóa học hoặc để chứng minh chức năng của sự phát sáng đó. Trong một số trường hợp, chức năng này là chưa rõ ràng, chẳng hạn như với các loài thuộc ba họ giun đất (Oligochaeta), ví dụ như ở loài Diplocardia longa, dịch thể khoang tạo ra ánh sáng khi con này di chuyển (ta không chắc điều này có chức năng gì). Các chức năng sau đây được thiết lập khá vững chắc trong các sinh vật đã biết:

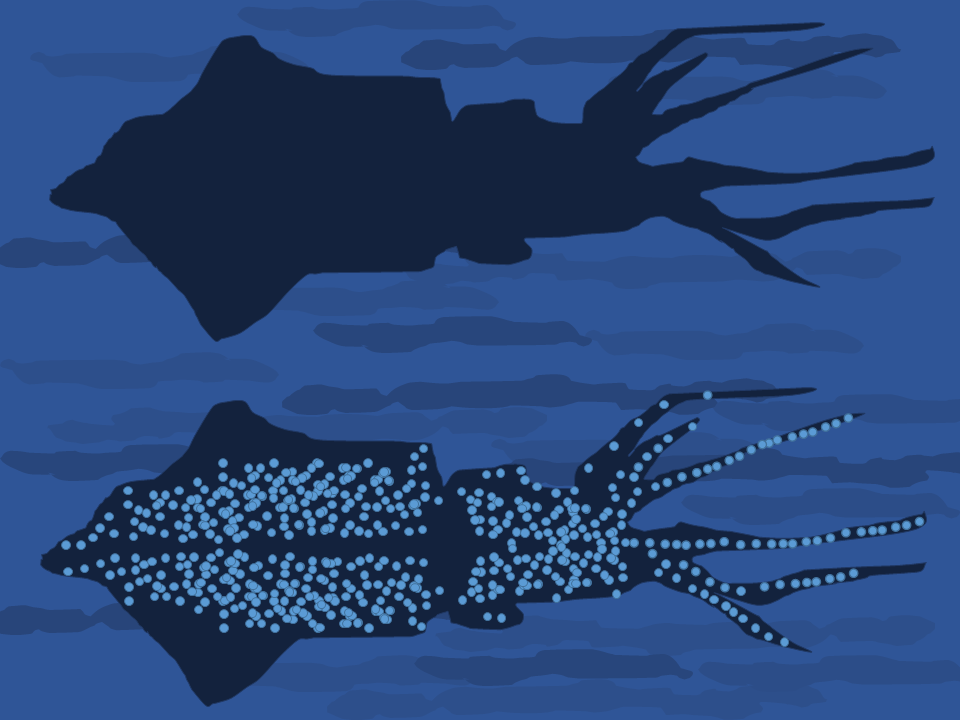
Nguyên lý của ngụy trang đối quang ở loài mực đom đóm, Watasenia scintillans. Khi nhìn từ bên dưới bởi một động vật ăn thịt, phát quang sinh học giúp chúng hòa hợp với độ sáng và màu của mặt biển phía trên.

### Ngụy trang đối quang
Ở nhiều loài động vật dưới vùng biển sâu, bao gồm một số loài mực, phát quang sinh học do vi khuẩn được sử dụng để ngụy trang bằng cách đối quang, trong đó động vật phù hợp với ánh sáng môi trường trên cao khi được nhìn từ dưới lên. Ở những động vật này, các cơ quan thụ cảm ánh sáng điều khiển sự phát sáng để phù hợp với độ sáng của nền. Các cơ quan ánh sáng này thường tách biệt với mô chứa vi khuẩn phát quang. Tuy nhiên, trong một loài, như mực Euprymna scolopes chẳng hạn, vi khuẩn lại là một thành phần không thể tách rời của cơ quan ánh sáng.

### Thu hút
Một loại ruồi fungi gnat từ New Zealand, Arachnocampa luminosa, sống trong hang-nơi không có động vật ăn thịt và ấu trùng của chúng phát ra ánh sáng xanh lục. Chúng giữ các sợi tơ tơ phát sáng và thu hút côn trùng bay đến, và sẽ tung "dây câu" của chúng khi con mồi bị mắc lưới. Sự phát quang sinh học của ấu trùng của một loại fungi gnat khác từ Bắc Mỹ sống trên các dòng suối và các mỏm đá cũng có chức năng tương tự. Loài Orfelia fultoni đan các lưới nhỏ dính và phát ra ánh sáng màu xanh đậm. Chúng có sẵn một đồng hồ sinh học và ngay cả khi được giữ trong bóng tối hoàn toàn (không có ngày đêm), chúng vẫn có thể bật và tắt ánh sáng này theo nhịp sinh học.
Đom đóm lại sử dụng ánh sáng để thu hút bạn tình. Hai hệ thống có liên quan theo loài; một kiểu là con cái sẽ phát ra ánh sáng từ bụng của chúng để thu hút con đực, trong khi một kiểu khác là con đực bay phát ra tín hiệu mà đôi khi con cái ít vận động sẽ phản ứng. Loài bọ Bổ củi sẽ phát ra một ánh sáng màu cam từ bụng khi bay và một ánh sáng màu xanh lá cây từ ngực khi chúng bị quấy rầy hoặc di chuyển trên mặt đất. Ánh sáng màu cam có lẽ là một kiểu để hấp dẫn tình dục nhưng ánh sáng màu xanh có thể có chức năng tự vệ. Ấu trùng của bọ Bổ củi Pyrophorus nyctophanus sống trên các tổ mối ở Brazil. Chúng làm sáng các tổ này bằng cách phát ra ánh sáng màu lục rực rỡ giúp thu hút côn trùng bay đến và làm thức ăn cho chúng.
Trong môi trường biển, sử dụng phát quang sinh học để thu hút bạn tình chủ yếu được biết đến trong số các loại ostracoda, động vật giáp xác nhỏ giống tôm, đặc biệt là trong họ Cyprididae. Pheromone có thể được sử dụng làm chất truyền tin cự ly dài, còn phát quang sinh học được sử dụng ở cự ly gần để cho phép bạn tình "đến nhà". Một loại sâu polychaete, với tên là sâu lửa Bermuda tạo ra một màn "trình diễn" ánh sáng ngắn gọn": con cái sẽ phát sáng để thu hút con đực, thường diễn ra khoảng vài đêm sau khi trăng tròn.

### Tự vệ

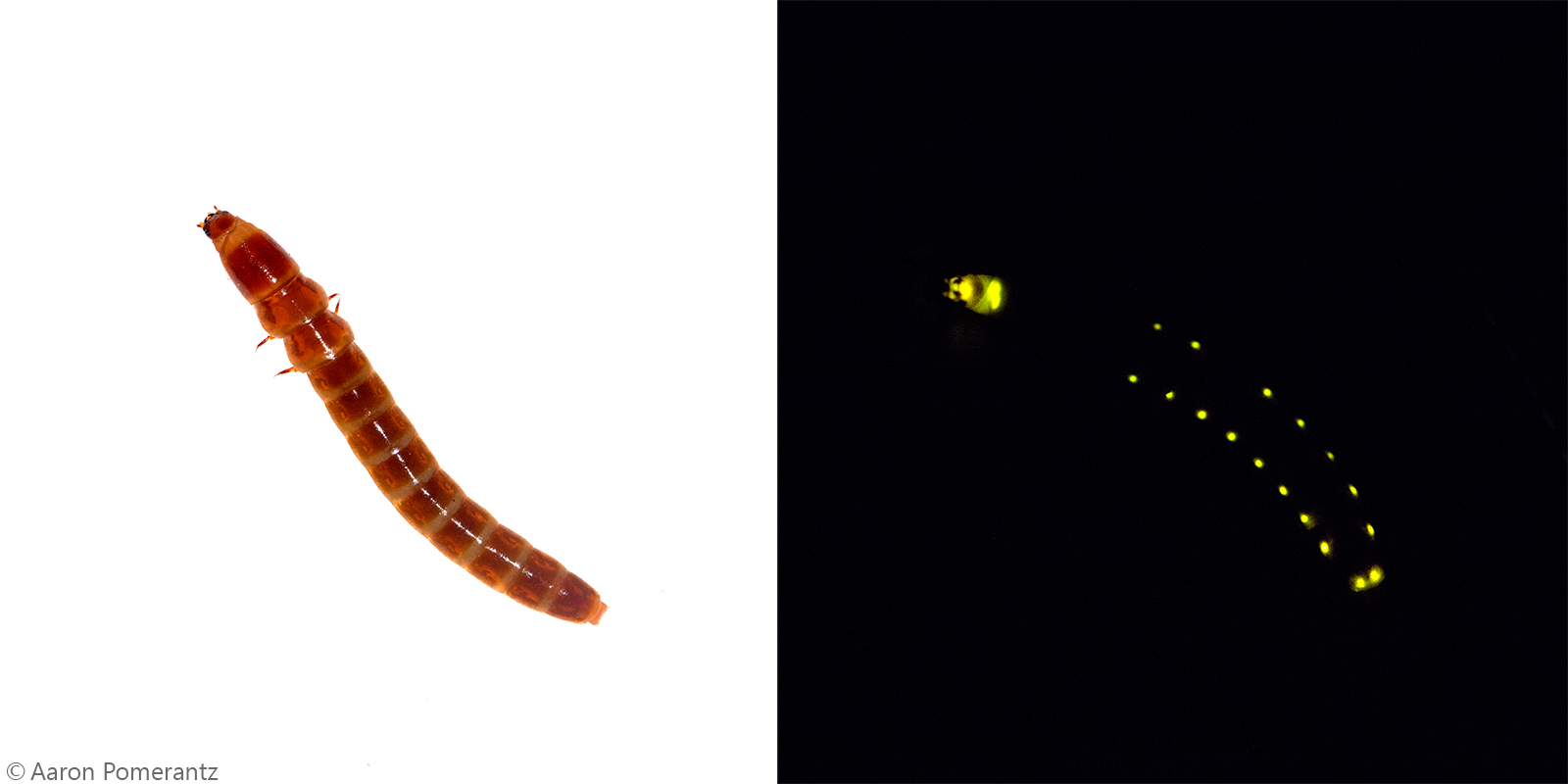
Giun đường sắt phát sáng, phần đầu cũng có thể có ánh sáng đỏ (bạn có thể tìm ảnh trên mạng).

Nhiều loài chân đầu, bao gồm ít nhất 70 chi mực, có hiện tượng phát quang sinh học. Một số loài mực và giáp xác nhỏ sử dụng hỗn hợp hóa học phát quang hoặc chứa dịch đặc có vi khuẩn phát quang, giống như con mực có chứa mực vậy. Những con vật này có thể phóng thích lượng chất phát sáng này khi cần, đánh lạc hướng hoặc đẩy lùi mối nguy hiểm, còn bản thân sẽ thoát đến một nơi an toàn. Loài mực ở vùng biển sâu Octopoteuthis deletron có thể tự tách các phần của xúc tu nó (giống như thạch sùng đứt đuôi), phần cơ thể này vẫn tiếp tục nháy sáng và co giật, nhờ vậy làm mất tập trung một vật săn mồi còn nó có thể chạy trốn.

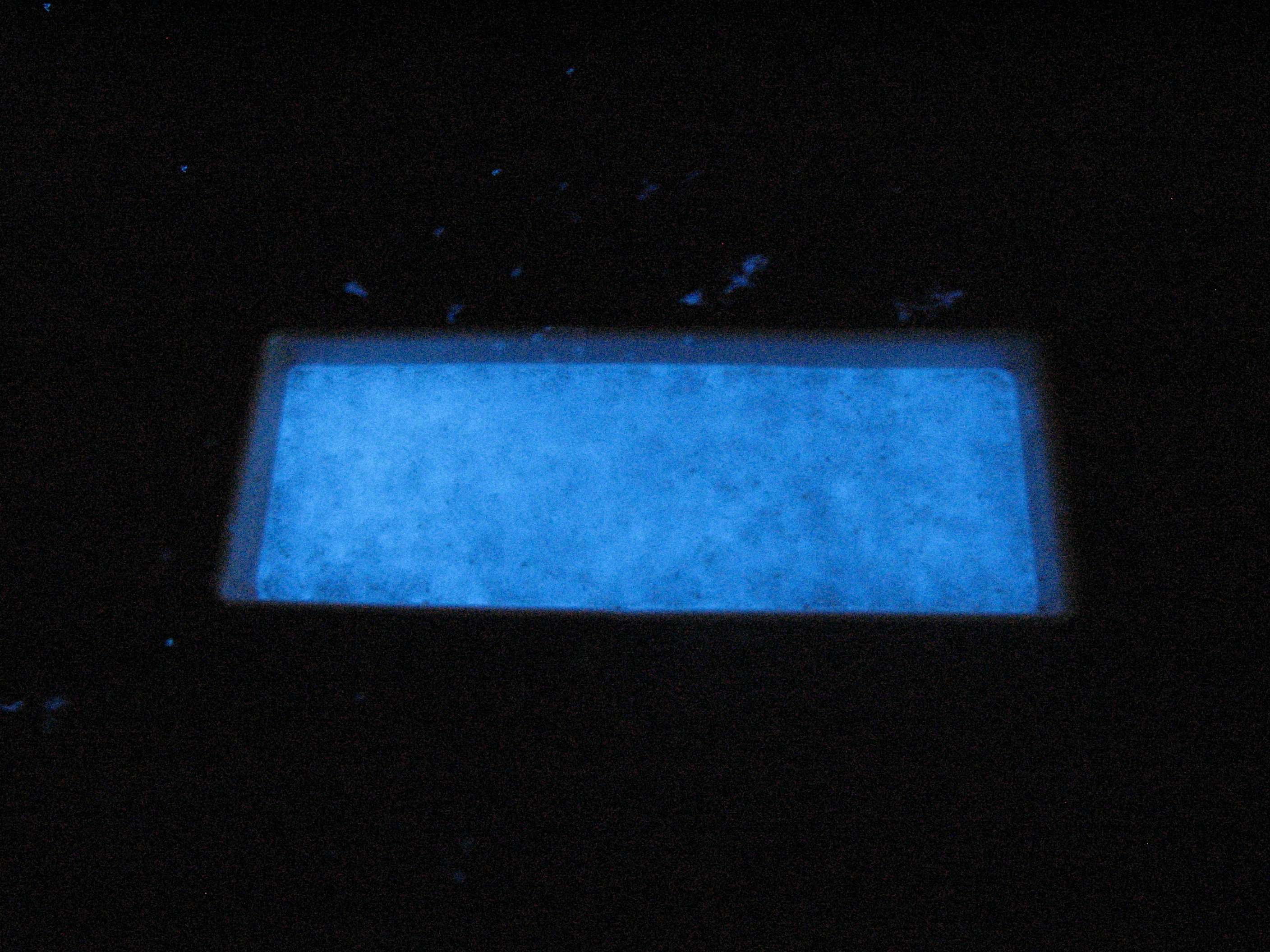
Ánh sáng của đom đóm biển

Trùng hai roi có thể sử dụng phát quang sinh học để bảo vệ trước kẻ thù. Chúng sẽ phát sáng khi phát hiện một loài săn mồi, gây chú ý và khiến loài săn mồi này dễ bị phát hiện cho những loài săn mồi từ các bậc dinh dưỡng cao hơn. Những loài giáp xác sẽ "nhổ ra" bất kỳ tế bào thực vật phù du nào phát sáng nếu chúng ăn phải, đám thực vật này sẽ bình an vô sự; nếu chúng ăn những con này, thực vật phù du sẽ làm cho những con giáp xác phát sáng, thu hút những kẻ săn mồi, vì vậy việc phát quang sinh học của thực vật phù du mang tính chất tự vệ. Tuy nhiên, các loài cá dưới biển sâu lại có cách giải quyết cho những con mồi phát sáng khá khó chịu này (với những bằng chứng xác minh): bụng của chúng có lớp lót màu đen có thể ngăn ánh sáng từ bất kỳ con cá phát quang (đang nằm trong dạ dày) khỏi lọt ra ngoài, tránh thu hút những loài săn mồi lớn hơn.
Đom đóm biển là một loài giáp xác nhỏ sống trong trầm tích. Khi nghỉ ngơi, chúng chỉ phát ra một chút ánh sáng mờ nhạt nhưng nếu bị quấy rầy, chúng sẽ phóng một loạt ánh sáng màu xanh lóa mắt để đánh lạc hướng động vật ăn thịt. Trong Thế chiến II, loài này được thu thập và sấy khô để quân đội Nhật Bản sử dụng như một nguồn sáng trong các hoạt động bí mật.
Ấu trùng giun đường sắt (Phrixothrix) đã ghép các cơ quan phát sáng trên mỗi phân đoạn cơ thể, có thể phát sáng với ánh sáng xanh; ánh sáng này được cho là có mục đích phòng thủ. Chúng cũng có các cơ quan phát sáng trên đầu tạo ra ánh sáng đỏ; thú vị thay, chúng cũng là những sinh vật trên cạn duy nhất phát ra ánh sáng đỏ.

### Cảnh báo

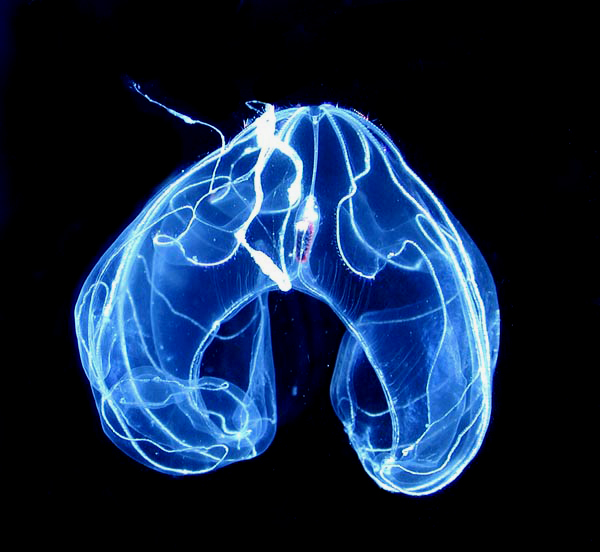
Con Bathocyroe fosteri đang phát sáng

Làm tín hiệu xua đuổi là một chức năng được sử dụng khá nhiều của phát quang sinh học. Các sinh vật phát sáng này phát ra cảnh báo rằng chúng khá là "khó chịu". Người ta cho rằng nhiều ấu trùng đom đóm phát sáng để đẩy lùi kẻ thù; con cuốn chiếu phát sáng cho cùng một mục đích. Một số sinh vật biển được cho là phát ra ánh sáng cũng vì lý do tương tự. Ta có thể kể đến như sâu Polynoidae, sứa và các con đuôi rắn nhưng vẫn cần phải tiếp tục nghiên cứu thêm để thiết lập đầy đủ chức năng của việc phát quang. Cơ chế như vậy sẽ có lợi thế đặc biệt đối với những loài thích ty bào thân mềm vì chúng có thể ngăn chặn khỏi bị ăn thịt theo cách này. Loài sao sao Latia neritoides là loài động vật thân mềm nước ngọt duy nhất phát ra ánh sáng. Chúng tạo ra chất nhầy phát quang màu xanh lá cây có thể có chức năng chống động vật ăn thịt. Ốc biển Hinea brasiliana sử dụng các chớp sáng, có lẽ nhằm ngăn chặn kẻ thù. Ánh sáng màu lục-lam được phát ra qua lớp vỏ mờ, lớp vỏ này hoạt động như một bộ khuếch tán ánh sáng hiệu quả.

### Thông tin

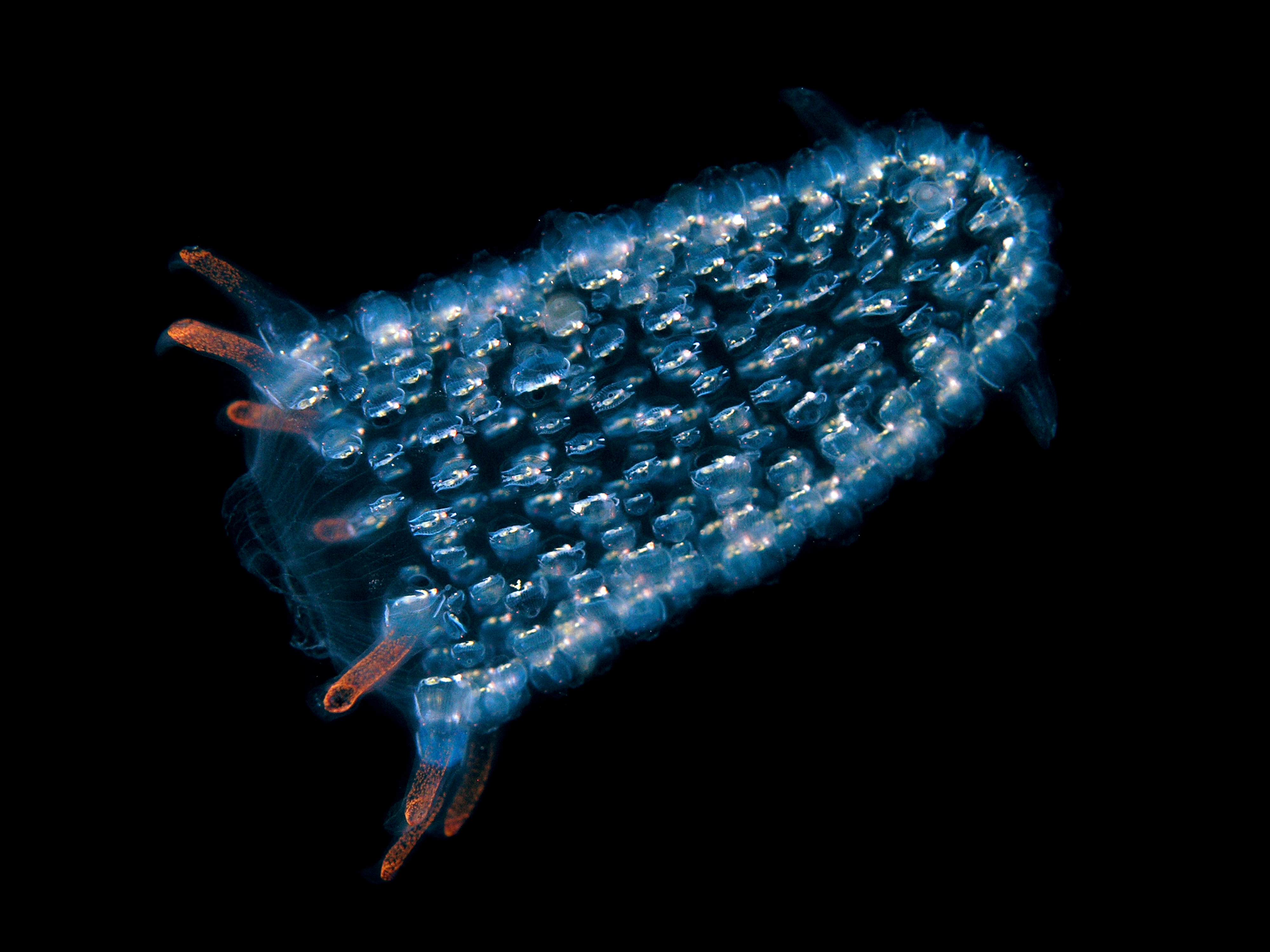
Pyrosoma, một tập đoàn sống đuôi; mỗi zooid trong tập đoàn này nhấp nháy ánh sáng màu xanh lục.

Truyền tin dưới hình thức cảm ứng mật độ (quorum sensing) đóng một vai trò trong việc điều hòa sự phát quang ở nhiều loài vi khuẩn. Các phân tử nhỏ được tiết ra ngoại bào kích thích vi khuẩn hoạt hóa các gen để tạo ra ánh sáng khi mật độ tế bào, được đo bằng nồng độ của các phân tử tiết ra, ở mức cao.
Pyrosome là các loài sống đuôi tập đoàn và mỗi phần nhỏ cấu tạo nên tập đoàn (gọi là zooid) này có một cặp các cơ quan phát quang ở hai bên của siphon vào. Khi được kích thích bởi ánh sáng, các cơ quan này có thể "bật" hoặc "tắt", tạo nên sự nhấp nháy theo nhịp. Không có con đường thần kinh nào chạy giữa các zooid của tập đoàn, nhưng chúng có thể phản ứng với ánh sáng do các zooid khác tạo ra, và thậm chí ánh sáng từ các tập đoàn lân cận khác. Giao tiếp bằng phát ánh sáng giữa các zooid cho phép phối hợp các hoạt động của tập đoàn, ví dụ như bơi, khi mỗi zooid giúp tạo ra một phần lực đẩy.
Một số vi khuẩn phát sáng gây nhiễm ở giun tròn, và những con giun tròn này ký sinh trên ấu trùng những con Cánh vẩy. Khi những con sâu này chết đi, sự phát sáng của chúng có thể thu hút những con săn mồi đến tìm, nhờ đó giúp phát tán cả vi khuẩn và giun tròn. [33] Một lý do tương tự có thể giải thích cho nhiều loài nấm phát ra ánh sáng. Loài nấm thuộc chi Armillaria, Mycena, Omphalotus, Panellus, Pleurotus và những chi khác cũng làm điều tương tự, đó là phát ra ánh sáng xanh từ sợi nấm, phiến đảm và mũ nấm. Điều này có thể thu hút côn trùng bay đêm và hỗ trợ sự phân tán bào tử, nhưng chúng cũng có thể có các chức năng khác.
Quantula striata là động vật thân mềm duy nhất trên mặt đất có thể phát quang. Các xung ánh sáng phát ra từ một tuyến gần phía trước chân của chúng và có thể có chức năng thông tin, mặc dù ý nghĩa thích nghi vẫn chưa được hiểu rõ.

### Bắt chước

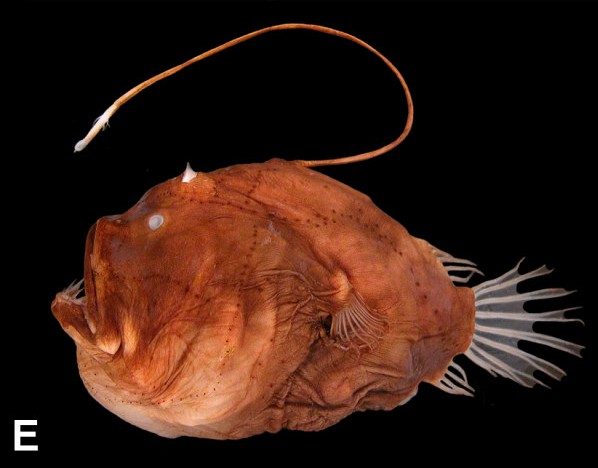
Con cá vây chân biển sâu, Bufoceratias wedli, ta có thể thấy esca ("đèn lồng") của chúng

Phát quang sinh học được sử dụng bởi nhiều loại động vật để bắt chước các loài khác. Nhiều loài cá dưới biển sâu như cá cần câu và long ngư sử dụng bắt chước tích cực (giống như là "sói đội lốt cừu") để lừa con mồi. Chúng có một phần phụ trên đầu được gọi là esca (giống cái đèn lồng treo lên vậy) có chứa các vi khuẩn phát quang có khả năng tạo ra một nguồn sáng lâu dài mà cá có thể kiểm soát. Chúng treo hoặc vẫy cái "đèn lồng" này để dụ dỗ những con vật nhỏ đi vào khoảng cách mà chúng có thể tấn công.
Cá mập cắt bánh sử dụng phát quang sinh học để ngụy trang dưới mặt đất của nó bằng cách đối quang, nhưng một phần nhỏ gần vây ngực của nó thì để tối, nhìn như một con cá nhỏ để những con cá ăn lớn hơn như cá ngừ và cá thu bơi đến gần dưới nó. Khi con cá đó tiếp cận mồi, chúng sẽ bị cá mập cắn.
Con cái của loài đom đóm Photuris đôi khi bắt chước mô phỏng ánh sáng của một loài đom đóm khác, Photinus, để thu hút con đực loài này làm thức ăn cho chúng. Bằng cách này, chúng thu được cả thức ăn và hóa chất phòng thủ mang tên lucibufagin, mà Photuris không thể tự tổng hợp được.
Những con gián khổng lồ ở Nam Mỹ thuộc chi Lucihormetica được cho là ví dụ đầu tiên về bắt chước phòng thủ, phát ra ánh sáng để bắt chước con họ Bổ củi có độc tố. Tuy nhiên, người ta nghi ngờ khẳng định này, và không có bằng chứng kết luận rằng gián có thể phát quang.

### Chiếu sáng

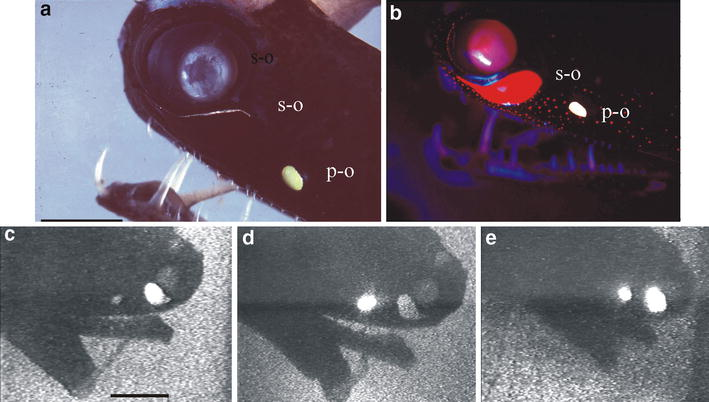
Các cơ quan phát sáng của loài cá rồng đen nhấp nháy, Malacosteus niger, chúng phát ra huỳnh quang đỏ

Trong khi hầu hết sinh vật biển phát quang với màu từ lục đến lam, một số loài long ngư biển sâu thuộc chi Aristostomias, Pachystomias và Malacosteus lại phát ra ánh sáng đỏ. Sự thích nghi này cho phép con cá nhìn thấy con mồi màu đỏ, thường không nhìn thấy được trong môi trường biển sâu nơi ánh sáng đỏ đã được lọc ra bởi cột nước.
Cá rồng đen (còn được gọi là cá vây tia phát sáng phương Bắc) Malacosteus niger được cho là một trong những loài cá duy nhất tạo ra ánh sáng đỏ. Đôi mắt của nó, tuy nhiên, không nhạy cảm với bước sóng này; nó có thêm một sắc tố võng mạc phát huỳnh quang xanh lam khi chiếu sáng. Điều này cảnh báo cho cá biết sự hiện diện của con mồi. Các sắc tố bổ sung được cho là được đồng hóa từ các chất dẫn xuất diệp lục tìm thấy trong các con Chân đầu có trong thực đơn của nó.